# Питьба
Пи́тьба — река в Новгородской области. Протекает по территории Новгородского района. Длина — около 37 км. Площадь водосборного бассейна — 241 км².
Исток находится у деревни Мясной Бор, слева впадает в Волхов в 211 км от устья, на южной окраине посёлка Волховский, напротив речного порта Великого Новгорода. В нижнем течении, за 2,7 км до устья, широко разливается (до 350 м). Глубина до 3 м. Дно илистое, плотное. Высота устья — 18 м над уровнем моря.
На берегу Питьбы стоят населённые пункты Мясной Бор, Тютицы, Подберезье, Чечулино, Витка, Трубичино, Волховский.
Вдоль Питьбы проходит участок автотрассы М10. Через реку проложено 7 автомобильных и один железнодорожный мост. Недалеко от устья в Питьбу справа впадает речка Стипенка, выше в 7 км от устья, так же справа, впадает Пестова.
Русло Питьбы проходит в 4—6 км от русла Волхова и параллельно ему, но её воды текут в противоположном направлении.
В Новгородской первой летописи под 989 годом в связи с эпизодом о разрушении языческого капища в Перыни сообщается о гончаре-питьблянине, ехавшем в Новгород продавать горшки. В 1954 году в устье реки Питьбы были обнаружены остатки мощного керамического производства, возникшего в X веке на местном сырье.